# Xã Pleasant, Quận Monroe, Iowa
Xã Pleasant (tiếng Anh: Pleasant Township) là một xã thuộc quận Monroe, tiểu bang Iowa, Hoa Kỳ. Năm 2010, dân số của xã này là 252 người.